# V澳洲航空
V澳洲航空（英語：V Australia）是一間位於澳大利亞的長程型廉價航空公司，該航空公司目前為英國維珍集團旗下之維珍澳洲控股之所屬公司，也於2011年與維珍藍航空併入維珍澳洲航空。

## 航點
- - 布里斯本 - 布里斯本機場
  - 墨爾本 - 墨爾本機場
  - 雪梨 - 雪梨機場
- 阿联酋
  - 阿布達比 - 阿布達比國際機場
- 美国
  - 洛杉磯 - 洛杉磯國際機場
- 马来西亚
  - 吉隆坡 - 吉隆坡國際機場

### 已中止航點
- 南非
  - 約翰尼斯堡 - 約翰尼斯堡國際機場[2]
- 泰國
  - 普吉島 - 普吉國際機場[2]
- 斐济
  - 楠迪 - 楠迪國際機場[3]